# Pseudhapigia kurunensis
Pseudhapigia kurunensis är en fjärilsart som beskrevs av Paul Dognin 1908. Pseudhapigia kurunensis ingår i släktet Pseudhapigia och familjen tandspinnare. Inga underarter finns listade i Catalogue of Life.